# Cockerill-Sambre

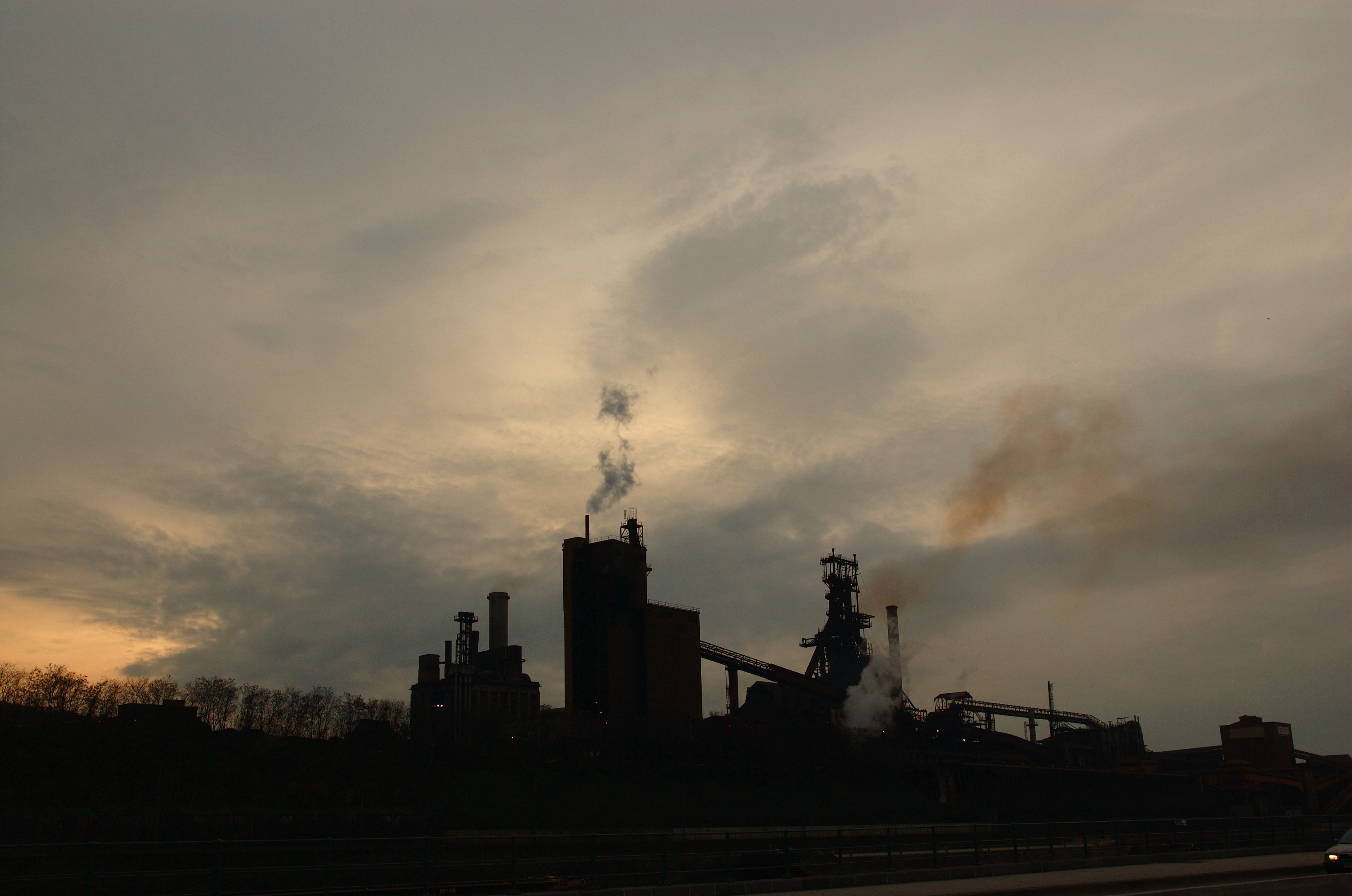
Cockerill-Stahlwerk in Seraing

Cockerill-Sambre S.A. war ein nach mehreren Fusionen entstandener belgischer Konzern, der sich hauptsächlich mit der Stahlerzeugung- und -veredelung sowie dem Maschinenbau beschäftigte. Das Montanunternehmen wurde 1817 von den Brüdern John und James Cockerill mit Hauptsitz in Seraing in der Provinz Lüttich an der Maas und einem weiteren Standort in Charleroi an der Sambre gegründet.

## Von den Anfängen bis zur Unabhängigkeit Belgiens

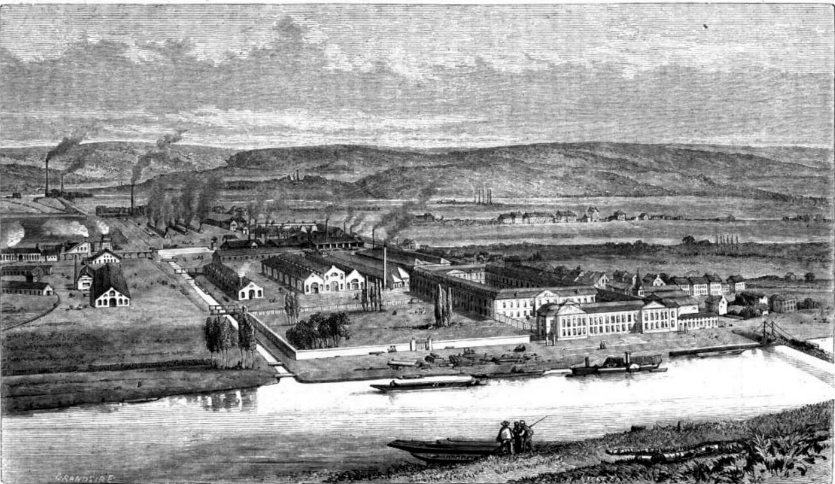
Stammsitz und Hauptwerk auf Schloss Seraing im 19. Jahrhundert
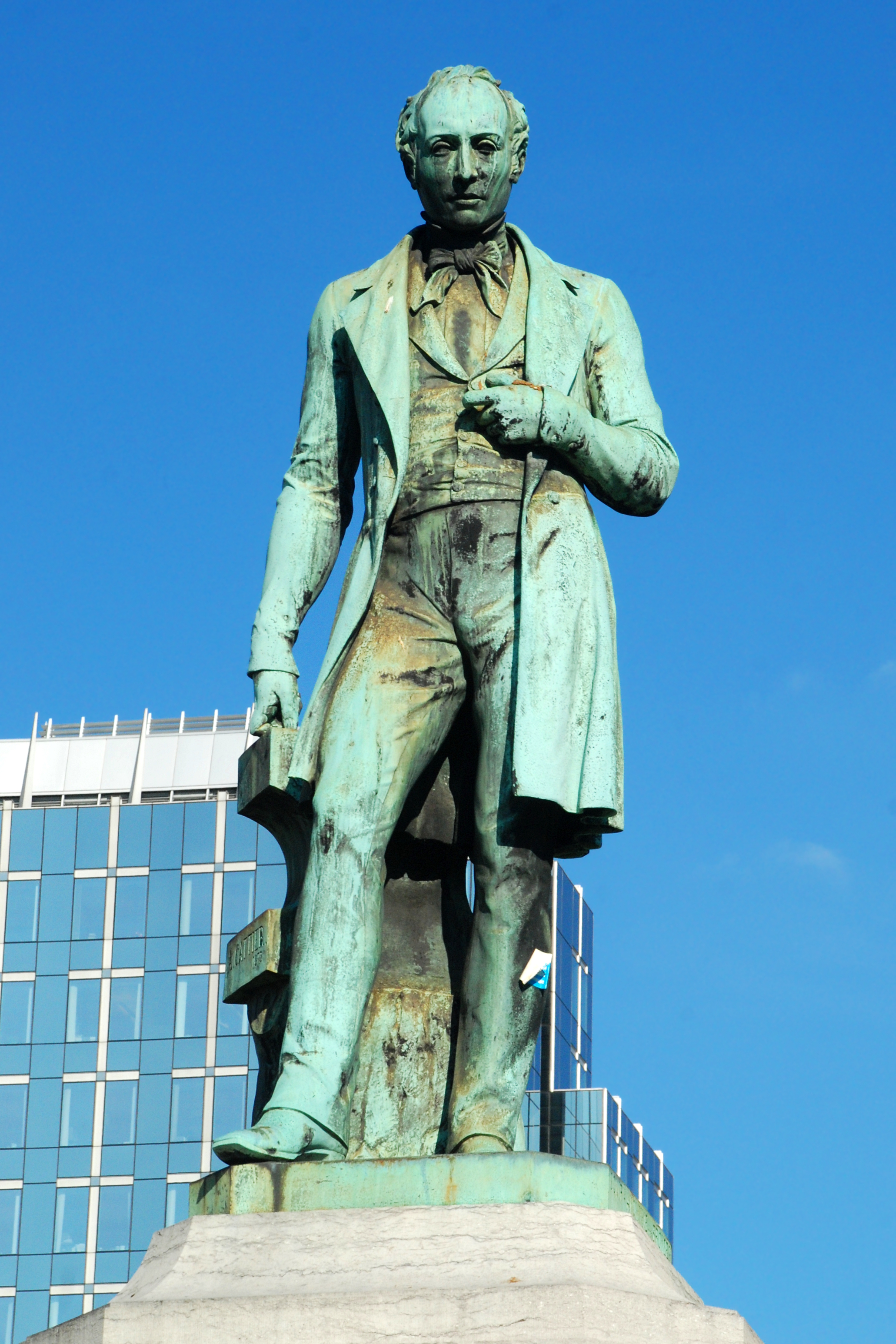
John Cockerill

Nachdem John Cockerill 1817 von Wilhelm I., dem König des Vereinigten Königreichs der Niederlande, das Schloss von Seraing erworben hatte und ausgehend von den beträchtlichen Steinkohlevorkommen, deren Lager sich in Ost-West-Richtung beinahe durch ganz Belgien erstreckte, bauten die Brüder zunächst gemeinsam auf dem Areal von Schloss Seraing die größte Eisengießerei und Maschinenfabrik Europas auf, die den Grundstein für die Entwicklung eines weitverzweigten Unternehmens bildete. Die Investitionen beliefen sich auf 17 Millionen Französischer Francs. Neben den beiden Steinkohlegruben und einer Erzgrube wurden Hochöfen, ein Stahl- und Walzwerk, eine Kesselschmiede und eine Maschinenfabrik betrieben und insgesamt ca. 2500 Personen beschäftigt.
Nach dem Ausscheiden James Cockerills im Jahr 1823, der seine unternehmerischen Aktivitäten auf den Raum Aachen und Stolberg konzentrieren wollte, übernahm König Wilhelm I. zum Teil dessen Anteile und John die alleinige Leitung.
Dadurch erhielt Cockerill die nächsten Jahre finanzielle Unterstützung sowohl vom niederländischen Königshaus als auch von der niederländischen Regierung. Im Rahmen eines Großauftrages produzierte das Unternehmen nun unter anderem für den niederländischen Schiffbauer Gerhard Moritz Roentgen, die niederländische Marine und die Rhein-Main-Schifffahrtsgesellschaft. Nachdem sich im Verlauf der belgischen Revolution der niederländische König Wilhelm I. aus dem Unternehmen zurückzog, übernahm John Cockerill auch dessen Anteile, doch weitere Schwierigkeiten im Rahmen der postrevolutionären Rezession gefährdeten das aufgeblähte Unternehmen.

## Liquidation und Reorganisation

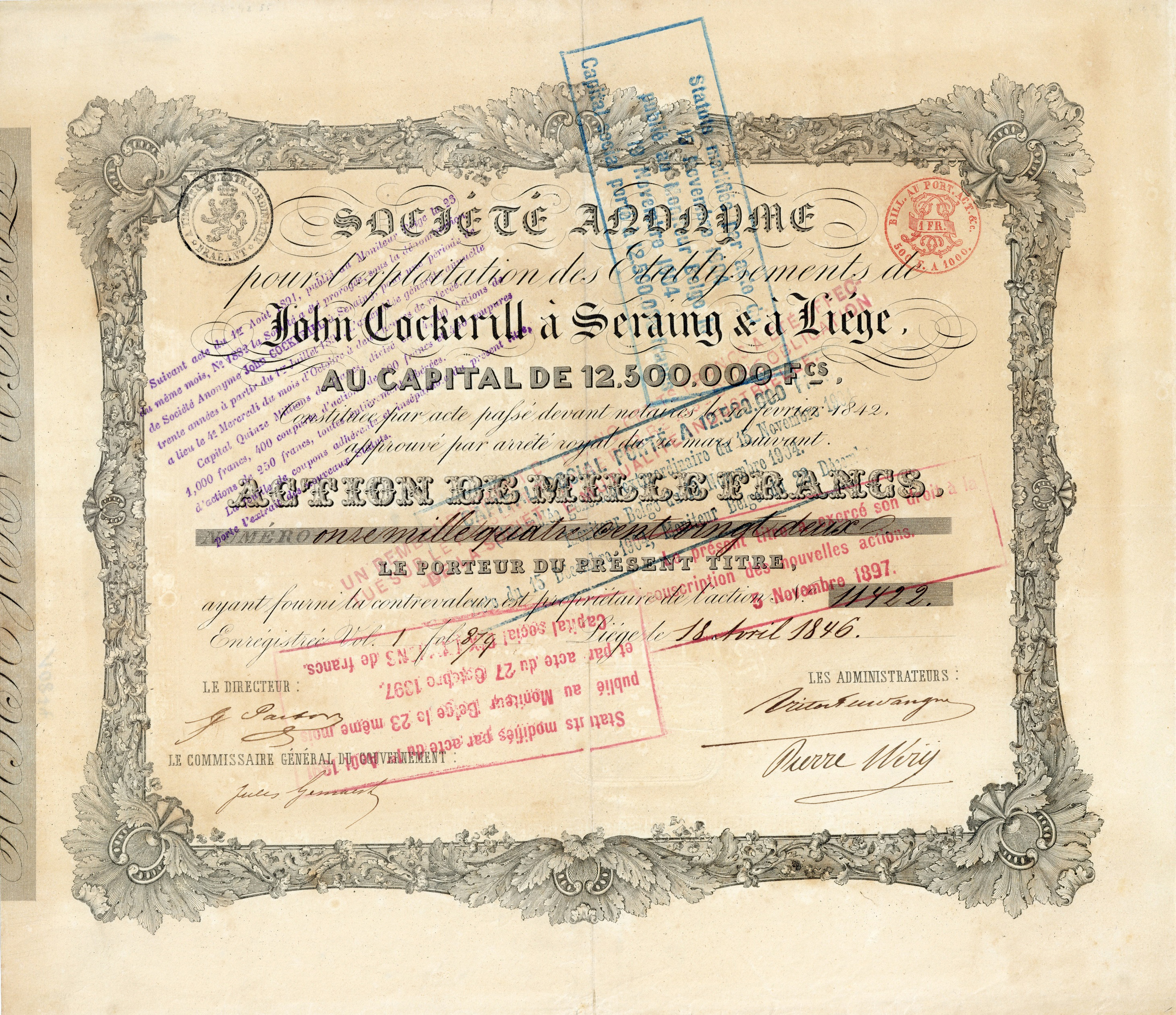
Aktie der S.A. pour l’Exploitation des Etablissements de John Cockerill à Seraing & à Liège, ausgestellt am 18. April 1846 in Lüttich, im Original unterschrieben von Konrad Gustav Pastor als Generaldirektor

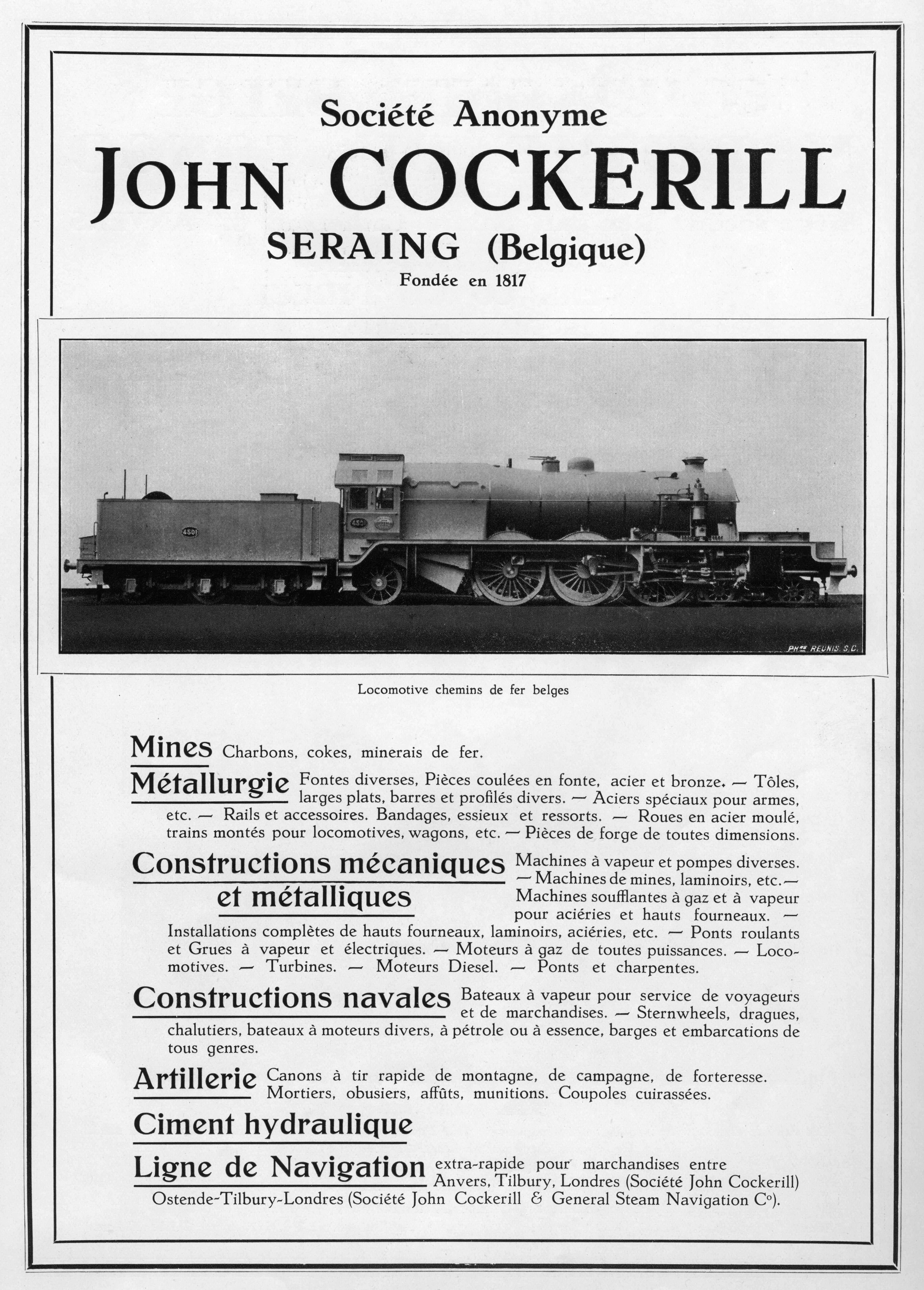
Firmenplakat um 1925

Belgiens Unabhängigkeit 1830 als Folge der Belgischen Revolution, die vom Königreich der Vereinigten Niederlande nicht akzeptiert wurde, führte zu innen- und außenpolitischen Spannungen und zu einer Wirtschafts- und Finanzkrise, in deren Folge auch die Belgische Bank, zu deren Hauptgründern John Cockerill zählte, wirtschaftlich unter dem Vertrauensverlust litt und 1839 ihre Zahlungen an die Cockerill-Werke einstellen musste, was zu einem Liquidationsverfahren für das Unternehmen führte.
Während der darauffolgenden Reorganisation gelang es dem seit 1829 amtierenden Generaldirektor Konrad Gustav Pastor – nach Cockerills plötzlichem Tod 1840 und Übernahme des testamentarischen Erbnehmers Barthold Suermondt – durch Abstoßung großer Besitzteile den Kern des Unternehmens zu retten und auf der Grundlage der Serainger Anlagen die „Société anonyme pour l'exploitation des établissements de John Cockerill“ zu bilden, kurz „S. A. Cockerill“, welches in den Folgejahren erneut zu einem Unternehmen von Weltruf aufstieg. Pastor führte zahlreiche technische Neuerungen, wie beispielsweise die Kokshochöfen ein und wandte als einer der Ersten auf dem Festland das Bessemer-Verfahren an.
Die Cockerill-Werke hatten einen bedeutenden Anteil an der wirtschaftlichen Entwicklung des jungen Belgien, das in der Industrialisierung seinerzeit den zweiten Platz in Europa hinter England einnahm. S. A. Cockerill lieferte sowohl die Schienen für die erste kontinentale Bahnlinie von Brüssel nach Mechelen als auch die erste in Kontinentaleuropa gefertigte und in  Lizenznachbau der Lokomotiven von Robert Stephenson erbaute und von Johann Heinrich Ehrhardt montierte Dampflokomotive, die auf dem Namen Le Belge getauft und ab 1835 auf genannter Strecke verkehrte. In den 1920er und 1930er Jahren war Cockerill bekannt für hochwertige Motorräder. Bis 1982 betrieb Cockerill auch eine Schiffswerft im Antwerpener Stadtteil Hoboken.

## Fusionen ab dem 20. Jahrhundert

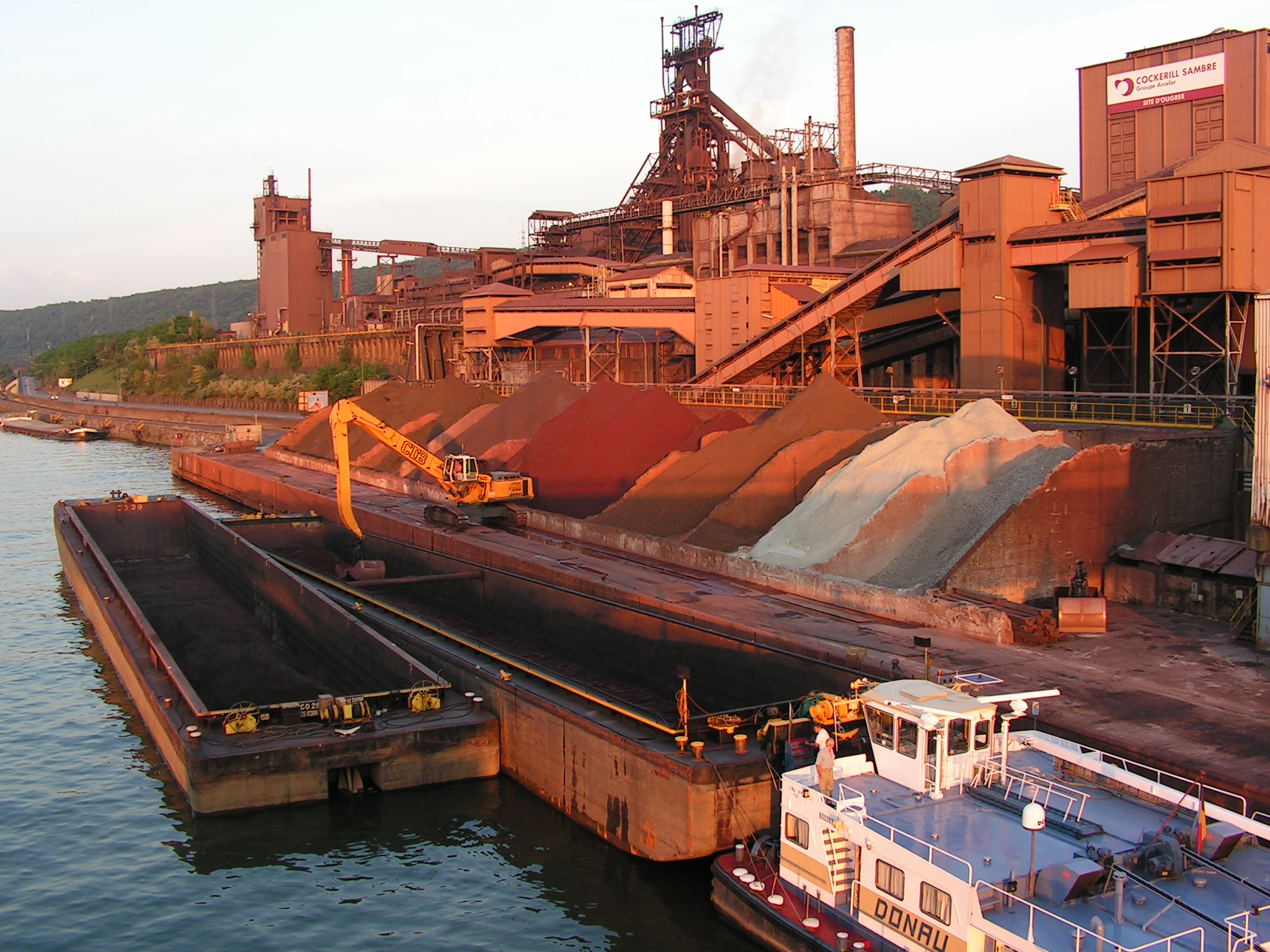
Cockerill-Stahlwerk in Ougrée

1945 verschmolz Cockerill mit seinem Konkurrenten Angleur-Athus. 1955 fusionierte Cockerill mit Ougrée-Marihaye und trug seitdem den Namen S.A. Cockerill-Ougrée. Im gleichen Jahr wurde auch Ferblatil integriert. 1961 ging Tolmatil in Cockerill auf. Während der für die Montanindustrie goldenen 1960er Jahre wurden die Hüttenwerke Providence übernommen, weshalb der Konzern in Cockerill-Ougrée-Providence umfirmierte. 1969 schluckte Cockerill die Phenix Works. 1970 wurde Espérance-Longdoz erworben. Damit firmierte der Konzern erneut um und wurde seitdem Cockerill genannt. Die Stahlkrise ging auch an Cockerill nicht spurlos vorüber: Zwischen 1960 und 1982 schloss Cockerill fünf Kokereien, 16 Hochöfen, sieben Stahlwerke und 20 Walzstraßen. Hainaut hatte im gleichen Zeitraum drei Kokereien, zehn Hochöfen, sieben Stahlwerke und 23 Walzstraßen außer Betrieb gesetzt. Zusammen mit den Konkurrenten Klöckner-Werke (zehn Prozent) und Hoogovens (fünf Prozent) gründete Cockerill die belgische Valfil, 1979 die seinerzeit modernste und größte Walzdrahtstraße der Welt. 1981 vollzog Cockerill eine weitere Großfusion mit Hainaut-Sambre und wechselte deshalb erneut seinen Namen in Cockerill-Sambre S.A. Dabei entstand der größte belgische Stahlkonzern (60 Prozent Anteil an der Rohstahlerzeugung) mit der Mehrheitsbeteiligung des belgischen Staates von 80 Prozent. Im europäischen Vergleich nahm der Konzern den sechsten Platz ein.
1990 übernahm Cockerill-Sambre die Ymos Metallwerke Wolf & Becker GmbH & Co aus Obertshausen, mit allen sechs Werken. YMOS (You Must Observe Security) produzierte Schlüssel, Schlösser und Zubehörteile für Automobil sowie Schienenfahrzeug Hersteller. Das Unternehmen stellte 1998/1999 die Produktion ein und meldete danach Insolvenz an.
1994 beteiligte sich der Cockerill-Sambre-Konzern über seine Tochter Sidmar N.V. in Gent an den Stahlwerken Bremen (seit März 2006 Arcelor Bremen), die es von den Klöckner-Werken AG übernahm. 1995 stieg Cockerill-Sambre bei der EKO Stahl AG in Eisenhüttenstadt ein.
1998 wurde das Unternehmen von der französischen Usinor-Gruppe gekauft, die 2002 im Arcelor-Konzern aufging. Arcelor wurde nach spektakulärer Übernahmeschlacht 2006 vom indisch-niederländischen Wettbewerber Mittal Steel Company N.V. übernommen und ist seitdem Teil des weltgrößten Stahlkonzerns ArcelorMittal mit Sitz in Luxemburg.
Der Name Cockerill lebt bis heute weiter – auch unter wechselnden Eigentümern – in der Cockerill Maintenance & Ingénierie, die 1982 aus dem Bereich Maschinen- und Anlagenbau von Cockerill-Sambre hervorging und sich 2020 wiederum in John Cockerill umbenannt hat.